# Grottesco (romanzo)
Grottesco (The Grotesque) è un romanzo del 1989 dell'autore inglese Patrick McGrath.

## Trama
Inghilterra,1949. Sir Hugo Coal è completamente paralizzato e costretto a vivere su una sedia a rotelle nella sua magione nella brughiera inglese; all'insaputa della sua famiglia e della servitù Coal è perfettamente lucido, e riflette di continuo sugli avvenimenti che lo hanno portato a quella condizione.
Tutto ha inizio circa un anno prima, quando sua moglie Lady Harriet Coal assume come maggiordomo l'ambiguo Fledge e sua moglie Doris in qualità di cuoca e cameriera. Sir Hugo sviluppa subito una certa antipatia per Fledge, che trova inquietante e fin troppo attratto da Harriet; Hugo, dal canto suo, si disinteressa totalmente a sua moglie: misantropo e superbo, preferisce dedicarsi alla paleontologia amatoriale piuttosto che badare alla famiglia. Pian piano, tuttavia, inizia a sentirsi inspiegabilmente attratto da Doris, alcolizzata, remissiva e per nulla affascinante, fino a provare nei suoi confronti un irrefrenabile istinto sessuale.
Nel frattempo Cleo, la figlia di Hugo e Harriet, chiede di fidanzarsi col nobile Sidney Giblet. Hugo, ritenendo Sidney poco adatto a sua figlia, non acconsente al matrimonio e inizia a pedinare il giovane allo scopo di dimostrare che sia un cattivo partito. Durante un pedinamento, Hugo assiste a un colloquio tra Sidney e Fledge, che culmina con un bacio tra i due. Hugo non riesce a sentire cosa si siano detti, ma si appresta a sbarazzarsi dei due uomini da lui odiati usando come pretesto la loro omosessualità. Tuttavia il giorno dopo Sidney sparisce misteriosamente nel nulla.
La sparizione di Sidney porta scompiglio in casa Coal: la fragile Cleo manifesta segni di squilibrio psichico e parla di una spaventosa creatura simile a un vampiro che si aggirerebbe per la casa, in grado di causare dolori e lutti; Hugo intanto si lancia in un'indagine personale volta a scoprire se il ragazzo si sia allontanato volontariamente o se sia opera di Fledge. Nel corso dell'inchiesta incontra l'algida Lady Giblet, madre di Sidney, che sembra del tutto disinteressata alla sorte del figlio, tenendo piuttosto a tutelare dagli scandali il prestigio della sua famiglia. Nel frattempo gli istinti repressi degli abitanti della casa iniziano a manifestarsi: Harriet sembra avvicinarsi sempre di più a Fledge, il quale si comporta in maniera arrogante e autoritaria; Doris si ubriaca di continuo e vien meno ai suoi doveri; Hugo cercherà anche di violentarla, ma viene scoperto da Fledge, che reagisce con innaturale compostezza.
Passano alcuni mesi senza novità. Lady Giblet lascia Londra e si trasferisce nelle vicinanze di Casa Coal per compiere nuove ricerche, ormai convinta che suo figlio sia morto. Hugo, inizialmente certo che Fledge abbia rapito o ucciso Sidney perché questi lo minacciava di esporre la loro relazione, inizia a pensare che sia stato il maggiordomo a ricattare prima il ragazzo, e a ucciderlo dopo continui rifiuti. Intanto Lady Giblet rinviene lo scheletro di Sidney in una palude: le ossa presentano segni di morsi, poiché i resti del ragazzo sono stati dati in pasto ai maiali, a loro volta macellati e mangiati dai Coal e dai loro ospiti per Natale.
Scoppia lo scandalo per quell'atto di cannibalismo. Hugo scopre che a rinvenire il cadavere era stati George Lecky, tuttofare della famiglia e suo amico di vecchia data, nonché l'unico a supportare la passione di Hugo per la paleontologia; egli però confessa di aver solo fatto sparire il corpo per paura di essere incriminato, ma nega di essere l'omicida. Hugo, sempre più convinto della colpevolezza di Fledge, nasconde Lecky nel suo fienile; tuttavia è lo stesso Fledge a scoprirlo e a consegnarlo alla polizia.
George viene accusato dell'assassinio di Sidney, incarcerato e condannato alla pena capitale. Hugo continua a cercare prove contro Fledge per scagionare l'amico, mentre Lady Giblet, poco convinta della colpevolezza di George, cerca di fargli confessare tutto ciò che sa. Un giorno Fledge sorprende Hugo nell'atto di racimolare prove della sua colpevolezza e lo assale: durante la colluttazione Hugo ha un'improvvisa emorragia cerebrale: il maggiordomo lo bacia sulla bocca come aveva fatto con Sidney, dopodiché lo lascia agonizzante sul pavimento. In seguito a questa lotta Hugo non riuscirà mai più a muoversi.
Sfinito dalle angherie di Lady Giblet e dall'avvicinarsi dell'esecuzione, George le confessa che il responsabile dell'omicidio è Hugo stesso. La donna cerca di dimostrare la sua colpevolezza, ma la sua accusa non ha seguito e George viene giustiziato. Hugo, ormai ridotto a un vegetale, è costretto a vedere Fledge vestirsi coi suoi abiti e dormire con Harriet, mentre Cleo e Doris, sempre più passive, sono le uniche ad assisterlo amorevolmente. Hugo è convinto che l'intero accaduto sia opera di Fledge, che nelle sue conclusioni dovrebbe essere la creatura grottesca vagheggiata da Cleo; sin dal suo arrivo il maggiordomo avrebbe avuto lo scopo di prendere il suo posto. Tuttavia la narrazione è contraddittoria e deformata dalla malattia e dalle ossessioni di Hugo, quindi nessuno saprà mai se le cose stiano effettivamente come dice lui oppure se si tratti solo della sua fantasia perversa.

## Edizioni italiane
Il romanzo è stato pubblicato da Adelphi nel 2000, per la traduzione di Claudia Valeria Letizia.

## Critica
Il romanzo ha riscosso notevole successo sia in patria che nel resto del mondo. 
(Publishers Weekly)

## Adattamenti cinematografici
Nel 1999 Grottesco ha avuto una riduzione cinematografica omonima con la regia di John-Paul Davidson e le interpretazioni di Alan Bates, Theresa Russell e Sting.